# Дегати, Реза
Реза́ Дегати́ (фр. Reza Deghati, перс. رضا دقتی‎, азерб. Rza Diqqəti; 26 июля 1952, Тебриз) — французский фотожурналист.

## Биография
Родился 26 июля 1952 года в Тебризе в азербайджанской семье. Родители родом из Ардебиля. Реза — один из наиболее известных фотографов в мире. Его снимки украшают обложки таких изданий, как National Geographic, GEO, Time Photo и многих других. По мнению Сергея Максимишина является одним из лучших репортажных фотографов современности.
Дегати покинул Иран в 1979 году после государственного переворота, приведшего к власти радикальных исламистов.
Реза Дегати фотограф-гуманист. Он освещает человеческие трагедии и конфликты, а также красоту человеческого мира. Помимо фотографии занимается благотворительной деятельностью. В 2001 году основал благотворительную ассоциацию AINA, занимающуюся вопросами детского образования.
В 2014 году создал 2 книги посвящённые Азербайджану: «Элегантность огня» и «Избиение младенцев», связанных с событиями Чёрного января, войной в Нагорном Карабахе и резнёй в Ходжалы. А также открыл выставку в Petit Palais.

## Книги
- Paix en Galilée, Les Éditions de Minuit, 1983
- Bayan Ko, Jaca Book, 1986
- Paris-Pékin-Paris, Editions d’Art Phoebus, 1987
- Air Race Around the World, Imax, 1992
- Kurdes. Les chants brûlés, Benteli, 1993
- Massoud, des Russes aux talibans, 20 ans de résistance afghane, n°1, 2001
- La France. Midi-Pyrénées et Languedoc Rousillon, National Geographic Society, 2001
- Eternités Afghanes, Editions du Chêne et Unesco, 2002
- Le pinceau de Bouddha, La Martinière, 2002
- Plus loin sur la Terre, Hors Collection, 2002
- Destins Croisés — Carnets d’un reporter photographe, Hors Collection, 2003
- Insouciances, Castor & Pollux, 2004
- Sur la Route de la Soie, Hoëbeke, 2007
- Reza War + Peace, Focal Point, 2008
- Reporters Sans Frontières — 100 photos pour la liberté de la presse, RSF, 2008
- Vers l’Orient, Sindbad par Reza, Glénat, 2009
- Chemins Parallèles, Hoëbeke, 2009
- Sindbad by Reza, Glénat, 2009
- derrière l’Objectif, Hoëbeke, 2010
- Les âmes rebelles (Rebellious souls), Democratic Books, 2010
- L’Envol, La Conférence des Oiseaux (Soaring: The Conference Of The Birds), Democratic Books, 2010
- Au pays des mille et une nuits, 2011
- Ocho viajes con Simbad, La Fabrica, 2011
- L’Envol, la Conférence des oiseaux, Democratic Books, 2011
- Algérie, Michel Lafon, 2012
- Learning a living, Bloomsbury Qata Foundation Publishing, 2012
- The Elegance of Fire, 2014[8]
- The Massacre of the Innocents, 2014[8][9]

## Награды и достижения

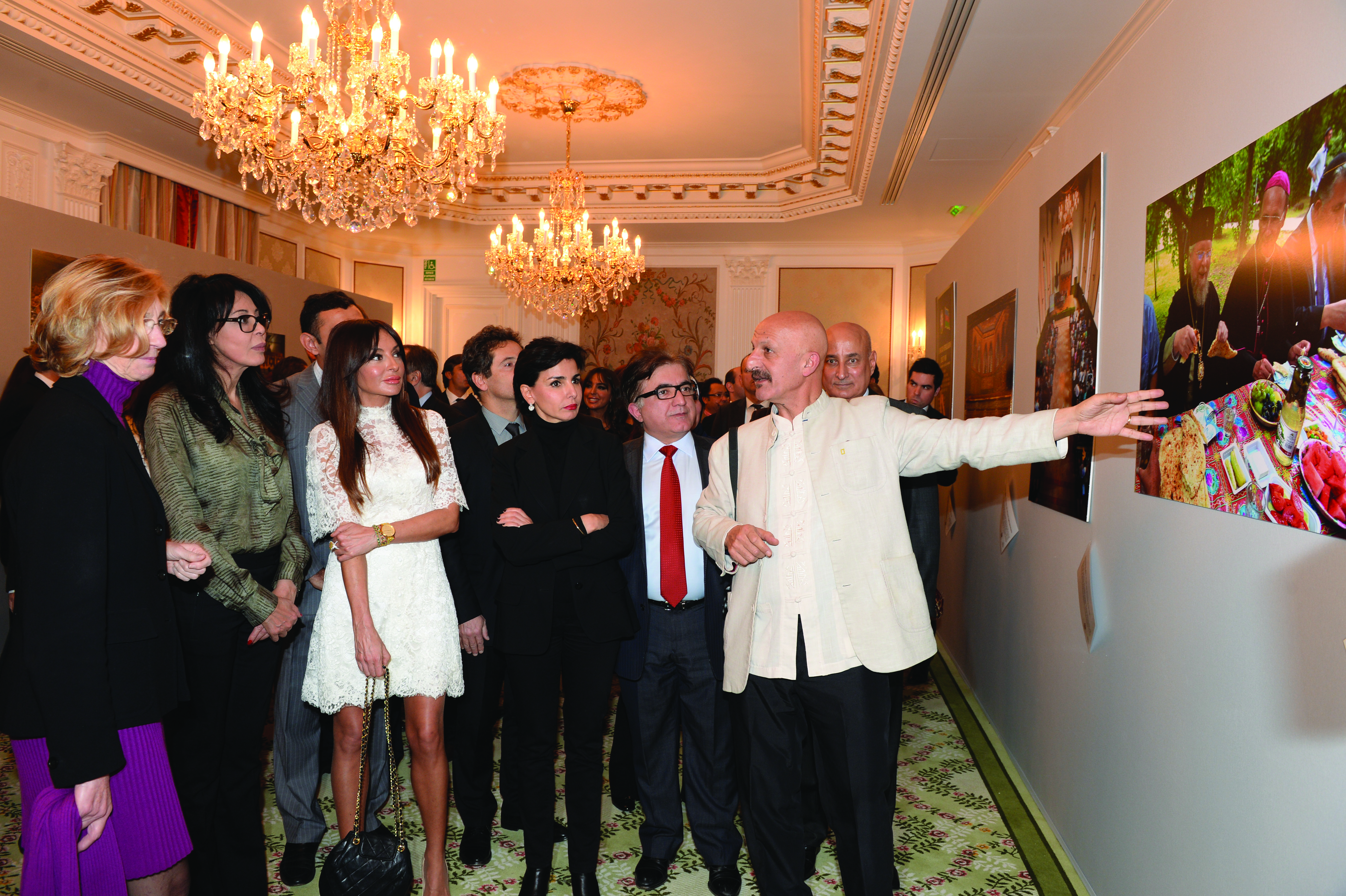
«Азербайджан. Пространство толерантности», фотовыставка работ Резы в Париже

- 1983 World Press Photo второе место, категория «News Features stories»
- 1986 World Press Photo второе место, категория «News Features stories»
- 1996 Премия ЮНИСЕФ «Надежда» за работу в лагерях беженцев в Руанде
- 2003 Prix Liber Press (Испания)
- 2005 Орден «За заслуги» (Франция)[11][12]
- 2006 Премия принца Астурийского в качестве представителя National Geographic Society
- 2006 National Geographic научный сотрудник в качестве представителя National Geographic Society
- 2006 Missouri Honor Medal лучший репортёр школы журналистики в Миссури
- 2006 Почётная медаль журналиста Columbia School of Journalism
- 2008 Ведущий научный сотрудник, Социальный предприниматель года фонд Ashoka
- 2009 Почётный доктор Американского университета в Париже (АУП)
- 2009 Lucie Award[13] награда фонда
- 2010 Infinity Award du photojournalisme
- 25 июля 2022 Орден «Дружба» (Достлуг) (Азербайджан) — за многолетнюю плодотворную деятельность по доведению реалий Азербайджана до мировой общественности[14]

### Видеоматериалы
- Reza: Shooting Back